# (74009) 1998 FV103
(74009) 1998 FV103 – planetoida z pasa głównego asteroid okrążająca Słońce w ciągu 3,58 lat w średniej odległości 2,34 j.a. Odkryta 31 marca 1998 roku.